# 116 v. Chr.
Portal Geschichte | Portal Biografien | Aktuelle Ereignisse | Jahreskalender | Tagesartikel

◄ |
3. Jahrhundert v. Chr. |
2. Jahrhundert v. Chr. |
1. Jahrhundert v. Chr. |
►

◄ | 130er v. Chr. | 120er v. Chr. | 110er v. Chr. | 100er v. Chr. |
90er v. Chr. |
►

◄◄ | ◄ | 119 v. Chr. | 118 v. Chr. | 117 v. Chr. | 116 v. Chr. |
115 v. Chr. |
114 v. Chr. |
113 v. Chr. |
► |
►►
Staatsoberhäupter

## Ereignisse
- Nachdem Ptolemaios VIII. stirbt, will Kleopatra III. ihren jüngeren Sohn Ptolemaios X. zum Mitregenten machen, dies wird aber von ihrer Mutter Kleopatra II., unterstützt von der Bevölkerung Alexandrias, verhindert.
- Ptolemaios IX. ist Pharao von Ägypten. Sein Bruder Ptolemaios X. erhält die Herrschaft über Zypern.

## Geboren
- Marcus Terentius Varro, römischer Wissenschaftler († 27 v. Chr.)
- Marcus Terentius Varro Lucullus, römischer Politiker und Feldherr († 56 v. Chr.)
- um 116 v. Chr.: Gaius Aquilius Gallus, römischer Politiker und Jurist († vor 44 v. Chr.)

## Gestorben
- 26. Juni: Ptolemaios VIII., Pharao von Ägypten (* um 180 v. Chr.)
- Kleopatra II., Königin von Ägypten (* um 185 v. Chr.)